# Józef Nalberczak

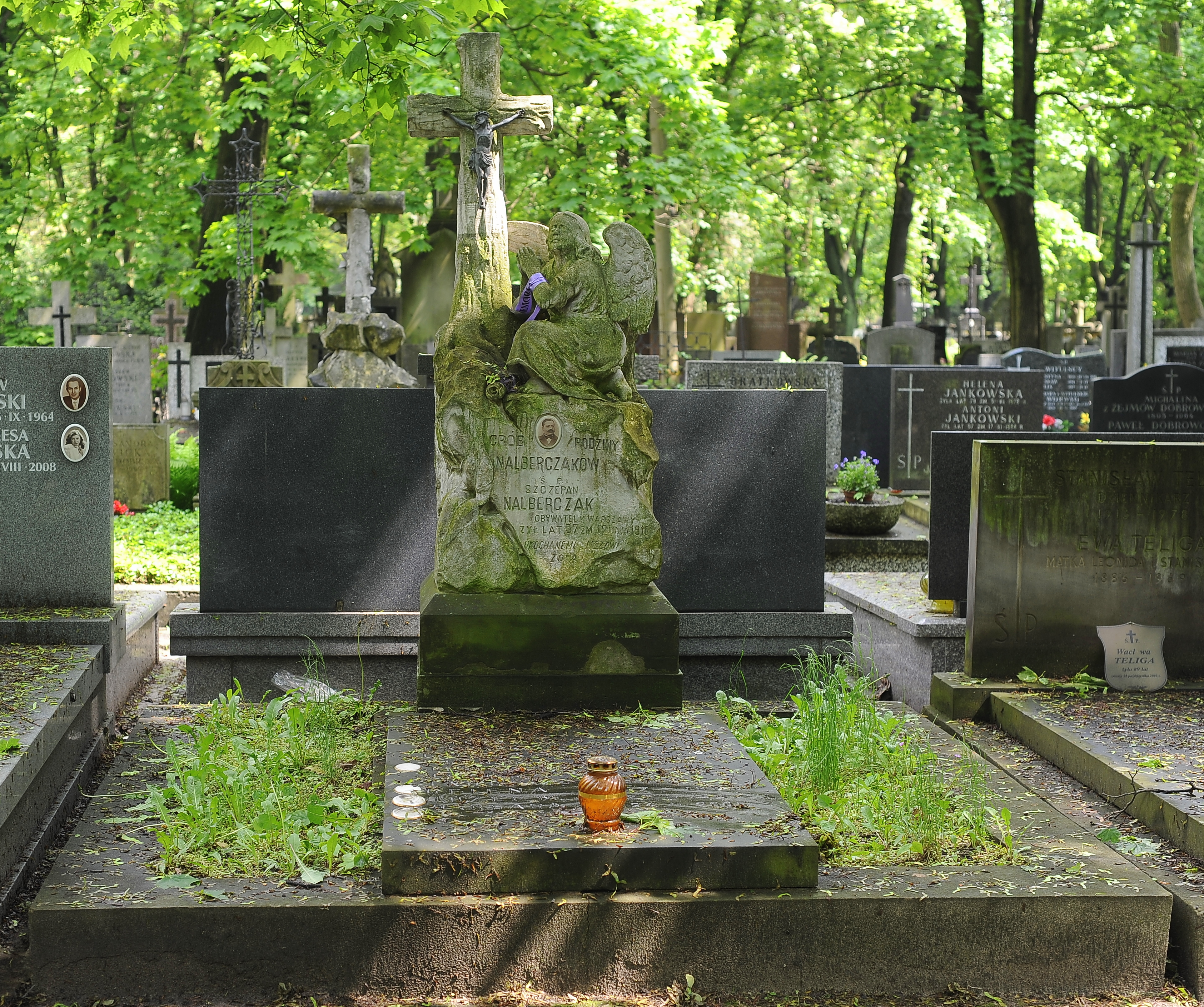
Mormântul lui Józef Nalberczak în Cimitirul Powązki din Varșovia (secțiunea 296-VI-7)

Józef Nalberczak (n. 9 ianuarie 1926, Varșovia, Polonia – d. 18 decembrie 1992, Varșovia, Polonia) a fost un actor polonez de teatru, film și televiziune.

## Biografie
S-a născut la 9 ianuarie 1926 la Varșovia, ca fiu al lui Józef Nalberczak și al Helenei, născută Laskowski. Înaintea celui de-al Doilea Război Mondial, a făcut parte, împreună cu Tadeusz Janczar, din clubul școlar de teatru din orașul Rembertów, astăzi cartier al Varșoviei. În perioada ocupației germane a Varșoviei a desfășurat munci fizice pentru a se întreține și și-a continuat educația în cadrul unui gimnaziu care funcționa clandestin în oraș.
S-a alăturat în 1944 mișcării de rezistență Armia Krajowa, districtul VII „Obroża”, raionul III „Dęba” (Rembertów), sub numele conspirativ „Sęp”, iar în același an s-a înrolat voluntar în Armata Populară Poloneză. A început să desfășoare o activitate artistică în perioada cât a fost militar, participând la spectacole organizate de Divizia 2 Infanterie „Henryk Dąbrowski” și apoi de Teatrul Itinerant al Armatei 1 Poloneze, ajungând la Berlin în mai 1945. După eliberare a făcut parte din Ansamblul de Cântece și Dansuri al Armatei Poloneze. În 1946 a absolvit cursurile Școlii de Dramă „Janusz Strachocki” din Varșovia și în 1948 pe cele ale Școlii Naționale Superioare de Teatru din Varșovia (care avea atunci sediul la Łódź). S-a căsătorit la 6 noiembrie 1948 cu Aldona Antonina Cacko, de care a divorțat în 1955.
Nalberczak a debutat ca actor profesionist în 1946 și a jucat în anii 1946–1947 la Teatrul „Stefan Jaracz” din Olsztyn, iar apoi în anii 1947–1948 la Teatrul Armatei Poloneze din Łódź. Începând din 1948 a fost asociat cu următoarele teatre din Varșovia: Teatrul de Varietăți (1948-1950), Teatrul Varșovia Nouă (1950-1955), Teatrul Clasic (1955-1965), Teatrul Contemporan (1965-1974), Teatrul Polonez (1974-1983), Teatrul Național (1983-1990) și Teatr na Woli (1990-1992).
A debutat ca actor de film în 1948 în comedia Comoara (1948) a lui Leonard Buczkowski și a apărut în numeroase filme și seriale de televiziune, interpretând adesea roluri secundare, care i-au adus o mare popularitate. A avut un talent extraordinar pentru comedie, iar replicile sale din filmele Brunet wieczorową porą (1976) și Co mi zrobisz, jak mnie złapiesz (1978) ale lui Stanisław Bareja au intrat în istoria filmului polonez. Este cunoscut, de asemenea, în rolul șoferul din serialul Droga (1973). A fost prieten cu Tadeusz Janczar și Wojciech Zagórski.
A murit la 18 decembrie 1992 și a fost înmormântat în Cimitirul Powązki din Varșovia (secțiunea 296-VI-7).

## Filmografie (selecție)
- Comoara (1948) – studentul cu căști de urechi, vecinul lui Witek
- Trudna miłość (1954) – Janek Małodworny
- Autobus odjeżdża 6.20 (1954) – Procek, secretarul POP de la Școala Tehnică de Mine și Metalurgie
- Uczta Baltazara (1954) – locotenentul Kuszel, șeful securității la fabrica de penicilină aflată în construcție
- Podhale w ogniu (1955) – un tâlhar
- Zaczarowany rower (1955) – biciclistul Stanisław Popiel
- Trzy kobiety (1956) – Władysław
- Wolne miasto (1958) – marinarul Heniek, care a luat parte la o luptă din berăria lui Schmolde
- Szczęściarz Antoni (1960) – zidarul care a construit casa lui Antoni
- Droga na Zachód (1961) – sergent sovietic
- Milczące ślady (1961) – Wiśniewski, membru al filialei Morwa
- Świadectwo urodzenia (1961) – prizonier de război în partea a II-a „List z obozu”
- Spóźnieni przechodnie (1962) – client din bar în ep. 4 „Stary profesor”
- Ubranie prawie nowe (1963) – Franek Bona, fratele lui Ignacy
- Nieznany (1964) – Piegas
- Nad Odrą w dzień ostatni (1965)
- Miejsce dla jednego (1965) – muncitor
- Cenușa (1965) – legionarul rătăcitor
- Patru tanchiști și un câine (1966–1970) – Fiedia în ep. 1 și 3
- Mistrz (1966) – chiriașul profesoarei Kowalska
- Cerul și iadul (1966) – șoferul de autobuz
- Noaptea generalilor (în engleză The Night of the Generals) (1966) – polițistul polonez în uniformă albastră (nemenționat)
- Przedświąteczny wieczór (1966) – vecinul lui Gmura de pe Irysowa 8
- Pocztówka z Buenos Aires (1966)
- Westerplatte (1967) – caporalul Edmund Szamlewski
- Morderca zostawia ślad (1967) – Klimczuk
- Stawka większa niż życie (1967–1968) – „Wojtek”, șeful rețelei în ep. 9
- Samotność we dwoje (1968) – Kasperlik
- Do przerwy 0:1 (1969) – fotbalistul Wacek Stefanek în ep. 1–2, 4–7
- Piąta rano (1969) – Klimczuk
- Kaprysy Łazarza (1972) – fiul cel mare al lui Jacenty
- Fortuna (1972) – casierul Hieronim Śpiewankiewicz
- Uciec jak najbliżej (1972) – Józef Olszewski
- Żółw (1973) – paznicul
- Profesor na drodze (1973) – profesorul de poloneză de la Școala Tehnică pentru Muncitori
- Czarne chmury (1973) – Trzosowski în ep. 6–8, 10
- Droga (1973) – șoferul Den în ep. 1–2, 6
- Awans (1974) – primarul satului
- Ile jest życia (1974) – Kowalewicz, membru al echipei de filmare în ep. 12
- Czterdziestolatek (1974) – vecinul care parchează o mașină în ep. 4
- Sfârșitul vacanței (1975) – tatăl lui Jurek
- Dyrektorzy (1975) – maistrul Muniak în ep. 1–3, 5–6
- 07 zgłoś się (1976) – Tymowski, directorul cinematografului, șeful bandei (ep. 2 „Wisior”)
- Daleko od szosy (1976) – profesorul de poloneză de la Școala Tehnică pentru Muncitori în ep. 7
- Brunet wieczorową porą (1976) – șoferul
- Złota kaczka (1976) – om de la han
- Milioner (1977) – comandantul unității de miliție
- Lalka (serial TV, 1977) – Deklewski în ep. 1, 7
- Soldații victoriei (1977) – soldat în Armata I Poloneză; în partea a II-a
- Co mi zrobisz jak mnie złapiesz (1978) – muncitor feroviar
- Hallo Szpicbródka czyli ostatni występ króla kasiarzy (1978) - klakier Rudy
- Zielona miłość (1978) – secretarul de partid în ep. 2–3
- Wielki podryw (1978) – șoferul lui Sylwik
- Dom (1980) – zidarul Pakuła în ep. 6 „Nosić swoją skórę”
- Punkt widzenia (1980) – dr. Krasucki, prieten al tatălui lui Włodek în ep. 4
- Biłek (1981) – medicul veterinar Wąsicki
- Klejnot wolnego sumienia (1981) – Jan Zamoyski
- Najdłuższa wojna nowoczesnej Europy (1981) – în ep. 4
- Levins muhle (1982) – Gregor Germann
- Blisko, coraz bliżej (1982) – insurgentul Labus în ep. 9–10
- Oko proroka (1982) – mutul Woroba
- Czas nadziei (1982) – colonel, comisarul militar de la uzina „Metalpol”
- Oko proroka czyli Hanusz Bystry i jego przygody (1985) – mutul Woroba în ep. 1–2
- Przyłbice i kaptury (1985) – mareșalul curții prințului Witold în ep. 5
- Sonata marymoncka (1987) – șoferul Andrzejczak
- Śmieciarz (1987) – restauratorul Karaś
- Z soboty na poniedziałek (1988)
- Warszawskie gołębie (1988) – columbofilul Wacław Kaczmarski
- Virtuti (1989) – maiorul

## Distincții

### Decorații
- Crucea de Cavaler a Ordinului Polonia Restituta (1976)[5]
- Crucea de Merit de argint (1955)[5]
- Crucea de Merit de bronz (1945)[5]
- Medalia „A 10-a aniversare a Poloniei Populare” (1955)[5]
- Medalia „A 30-a aniversare a Poloniei Populare” (1974)[5]
- Medalia „A 40-a aniversare a Poloniei Populare” (1985)[5]
- Insigna „A 1000-a aniversare a statului polonez” (1966)[5]
- Insigna „Activist cultural merituos” - de două ori (1976, 1978)[5]

### Premii
- Premiul pentru cel mai bun actor la ediția a III-a a Festivalului Teatral de la Kalisz pentru rolul principal în piesa Samuel Zborowski de Juliusz Słowacki, pusă în scenă de regizorul Jerzy Kreczmar la Teatrul Clasic din Varșovia (1963)[4]
- Premiul pentru cel mai bun actor pentru rolul principal masculin din filmul Uciec jak najbliżej, regizat de Janusz Zaorski, la festivalul Lubuskie Lato Filmowe de la Łagów (1972)[4]
- Premiul ministrului educației și educației pentru rolul principal în filmul de televiziune Profesor na drodze, regizat de Zbigniew Chmielewski (1973)[4]
- Premiul ministrului apărării naționale pentru întreaga carieră în domeniul teatrului și filmului și în special pentru rolurile din filmele Westerplatte și Soldații victoriei și din spectacolele teatrale Samuel Zborowski, Mazepa și Geniusz sierocy (1985)